# 秀蘭·鄧波爾的影視作品

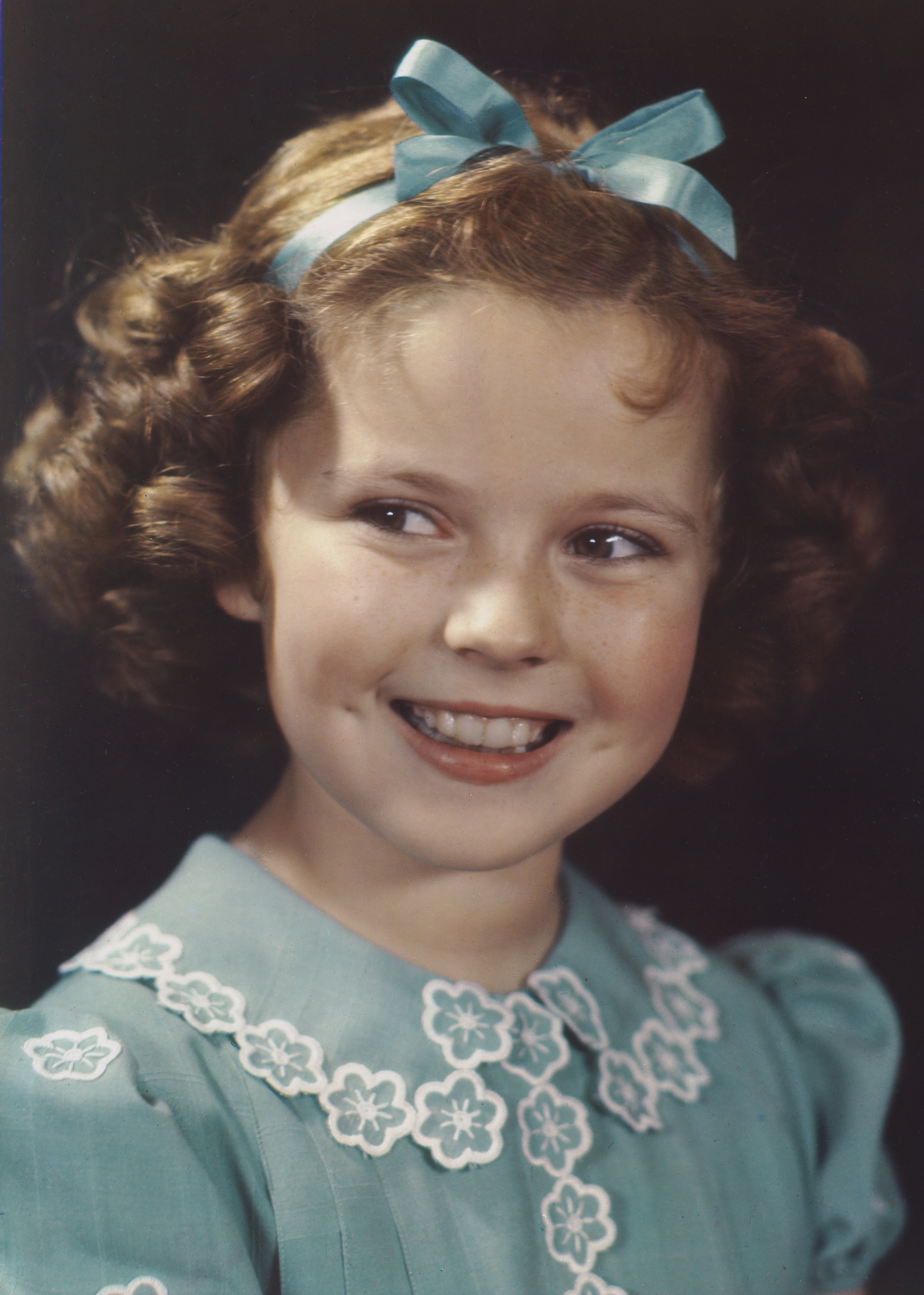
1938年的秀蘭·鄧波爾

秀兰·邓波儿（Shirley Temple，1928–2014年）是美国儿童女演员、舞蹈家和歌手，她的电影生涯始于1931年，并一直持续到1949年。当教育影片导演查尔斯·拉蒙特搜寻梅格伦舞蹈学校（Meglan Dancing School）的潜在才华时，三岁的学生鄧波爾躲在钢琴后面。拉蒙特发现了她，立即决定她就是他要找的那个人。最開始是每天10美元起，最终与每部电影的合同价为50美元。 制作公司在1931年至1933年间出演了由好莱坞电影由杰克海斯制作并由拉蒙特执导改编的电影讽刺短片系列Baby Burlesks。鄧波爾先后拍摄了八部《Baby Burlesks》电影和其他十部短片，然后才在长篇电影中签约出演。
1934年，鄧波爾參演了由福克斯电影公司制作的电影《站起来，加油！》，並由詹姆斯·邓恩飾演她的父亲。她的表演给制片厂高管留下了深刻的印象，隨後他们立即在后续电影《宝贝鞠躬》中放棄了原本的二人组，決定由邓波爾再次扮演邓恩的女儿。 电影上映后，邓波尔的父母与福克斯签订了两份为期7年的合同，一份是由鄧波爾担任扮演者，而另一份則是由母亲担任监护人。她的父母插入了一些规定来保护女儿的隐私，而福克斯则保留了对她所有公开露面的控制权。大部分财务报酬用于可撤销她的信托。 同年晚期，电影《亮眼睛》成为了首部由邓波尔的主演的作品，并再次与邓恩合作。 在这部电影中，鄧波爾演唱了最能代表她的歌曲：“ On The Good Ship Lollipop ”。 

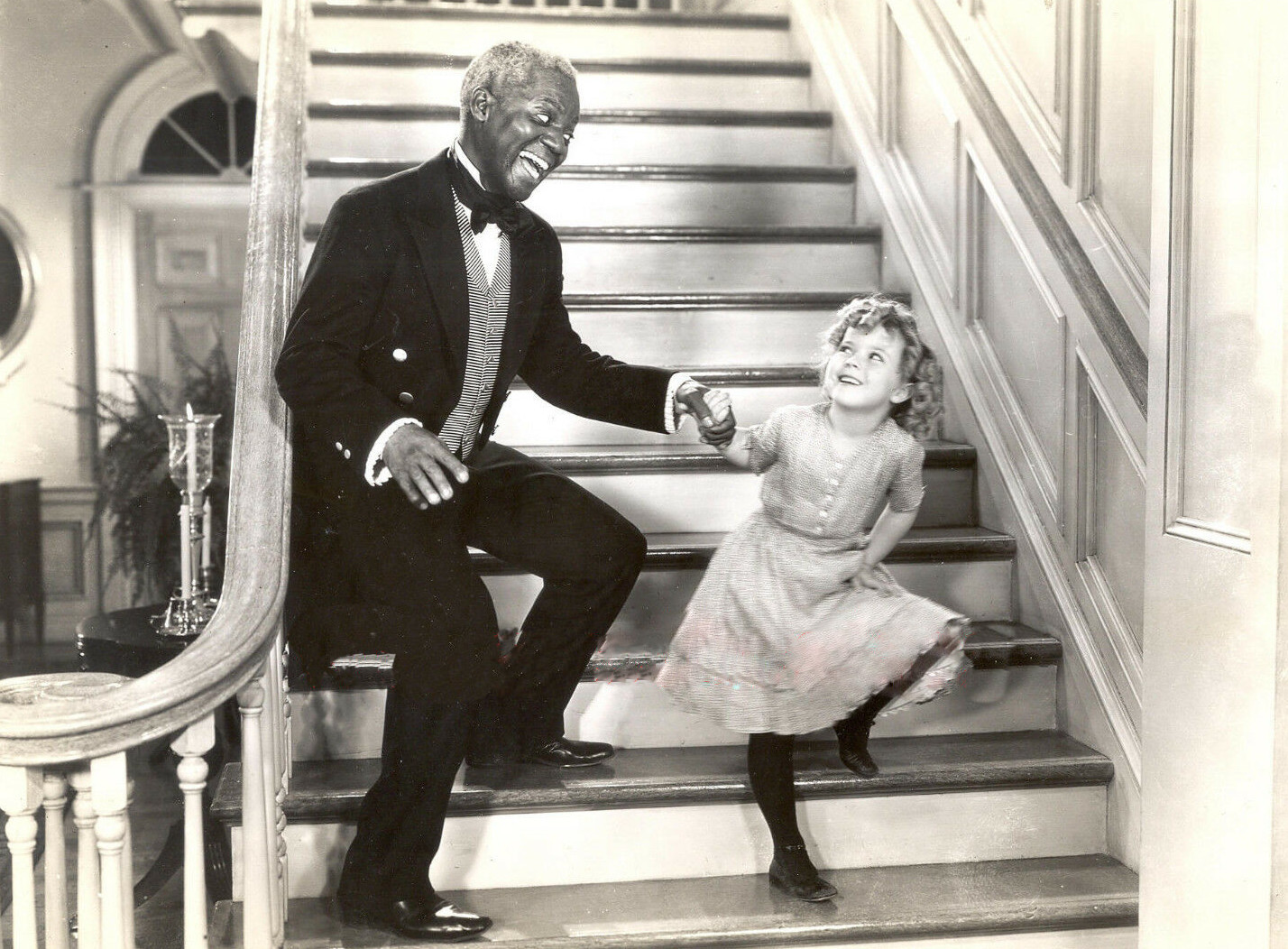
小上校的阶梯踢踏舞中的邓普尔和罗宾逊（1935）

鄧波爾的电影每部票房在40万至70万美元之间，在美国和加拿大的总收入为数百万美元， 曾是1935年，1936年，1937年和1938年的票房排名的第一。  她的电影的成功也使她的制片厂20世纪福克斯免于大萧条期间破产而倍受赞誉。 
在1935年的第七届奥斯卡颁奖典礼上，鄧波爾获得了第一届奥斯卡少年奖。 ，同年她的手印和脚印永遠地印在格劳曼中国剧院的水泥上。在以前的手足印仪式上，其他名人传统上会在水泥上留下手印和鞋印。赤脚分心是她的主意，目的是将注意力从乳头掉下来留下的微笑中转移出来。 她在1960年2月8日的好莱坞星光大道上获得了一颗星。电影事业结束后，邓普尔（Temple）在NBC电视网播出了为期两个赛季的秀蘭·邓波爾的故事书选集 。
在1974年至1989年期间，她以已婚的名字秀蘭·邓波爾·布莱克在美国外交使团任职。 

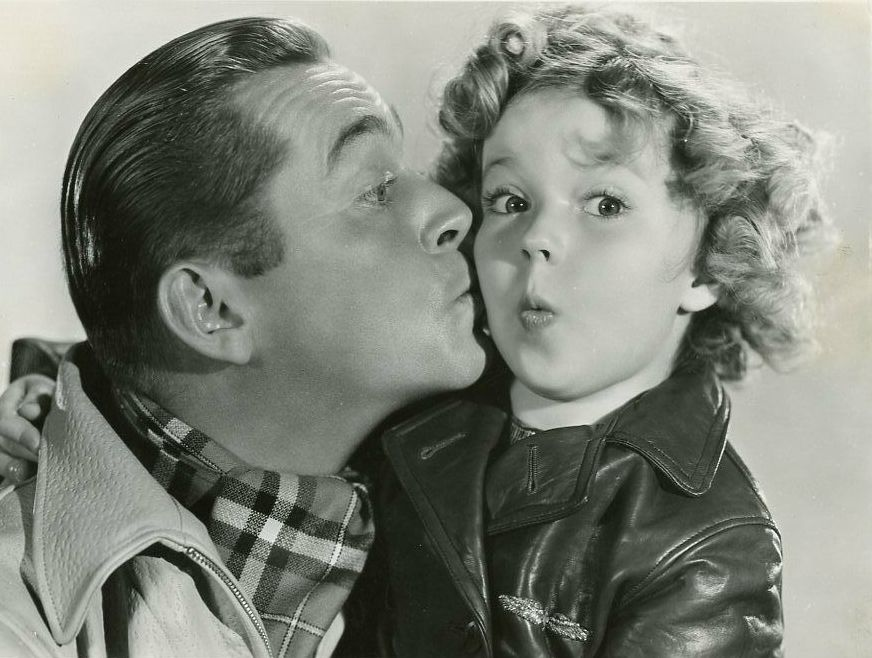
詹姆斯·邓恩和秀蘭.鄧波爾在《亮眼睛》 （1934）中的合照

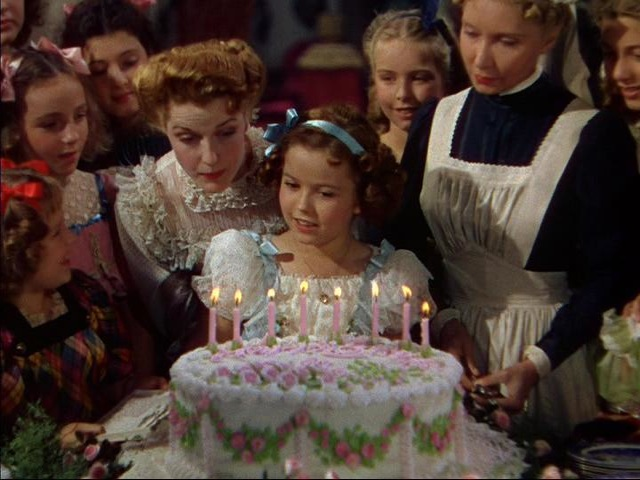
小公主中的生日聚会现场（1939）

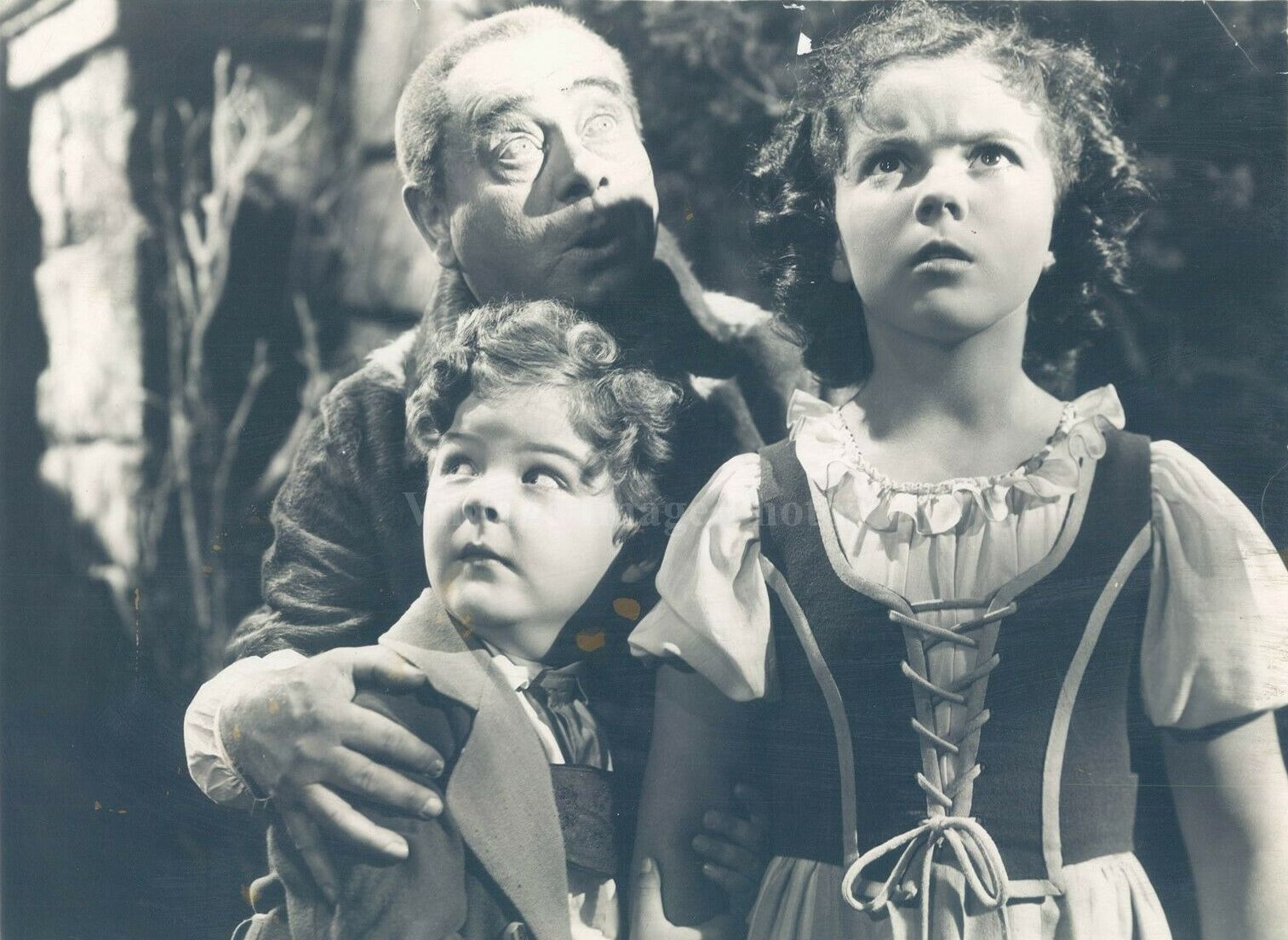
《蓝鸟》中的约翰尼·罗素，埃迪·柯林斯和鄧波爾（1940）

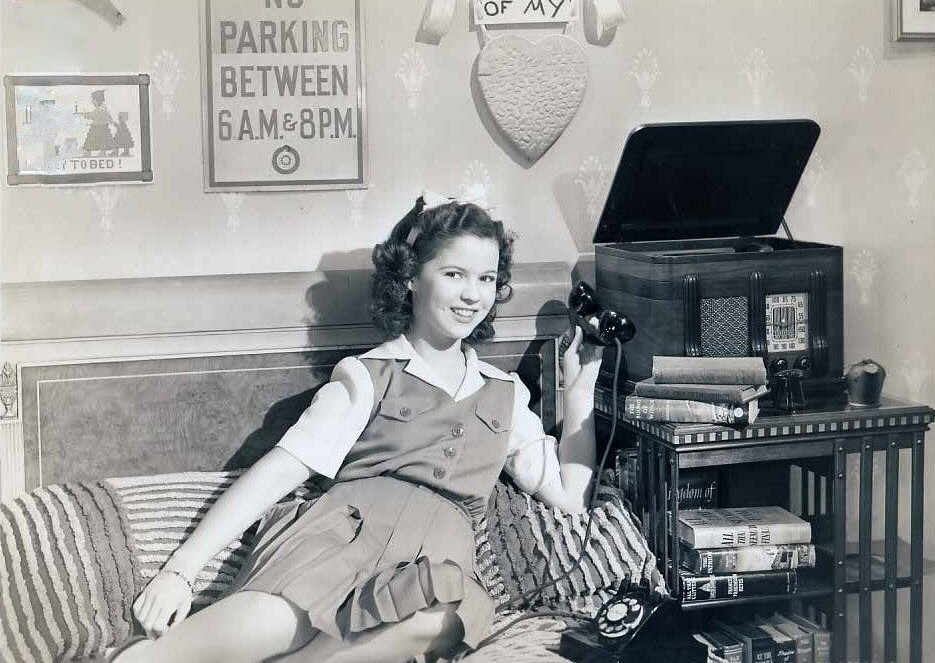
安妮·鲁尼小姐中的鄧波爾（1942）

### 書籍
- Black, Shirley Temple. . McGraw-Hill. 1988. ISBN 978-0-07-005532-2.
- Edwards, Anne. . Rowman & Littlefield. 2017. ISBN 978-1-4930-2692-0.
- Pitts, Michael R. . McFarland. 2019. ISBN 978-1-4766-7649-4.
- Windeler, Robert. . Secaucus, N.J. : Citadel Press. 1978. ISBN 978-0-8065-0615-9.